# Koga, Ibaraki
Koga (japanska: 古河市  ?, Koga-shi) är en stad i Ibaraki prefektur i Japan. Staden fick stadsrättigheter 1950.